# Glossaire de l'airsoft
- Haut – A
- B
- C
- D
- E
- F
- G
- H
- I
- J
- K
- L
- M
- N
- O
- P
- Q
- R
- S
- T
- U
- V
- W
- X
- Y
- Z

Comme toute activité sportive, l'airsoft utilise un jargon qui lui est propre. En voici une liste non exhaustive. Le profane comme l'initié remarquera que beaucoup de mots employés dérivent respectivement du lexique militaire ou encore du champ lexical relatif aux jeux vidéos en particulier des jeux de tir.

## A
ACM (All China Made) : référence au matériel (répliques, accessoires, vêtements) en provenance de Chine dont le prix est très bas. On parle également de matériel "cheap" (de l'anglais "peu cher") pour toutes ces réalisations qui sont souvent des clones de répliques et d'effets vestimentaires de grande marque (on parle de "hi-end" pour les répliques et "real deal" pour les vêtements et accessoires) mais avec un coût de fabrication moindre. Naturellement, la qualité de finition interne et externe s'en ressent, bien que celle-ci soit en constante amélioration, et que certaines répliques dites cheap rivalisent aujourd'hui de qualité avec leurs homologues hi-end.
ACU (Army Combat Uniform) : coupe de veste et pantalon de treillis de l'armée américaine.
All round : se dit d'une réplique qui permet de jouer correctement sur tous les types de terrain et que l'on conseille généralement aux nouveaux joueurs.
APS3 : lubrifiant utilisé dans l'entretien des répliques.
Arbitre : l'airsoft étant essentiellement basé sur le fair-play, qui est généralement respecté, la présence d'arbitres sur le terrain n'est pas toujours nécessaire. Il peut toutefois s'avérer utile pour veiller au respect des consignes de sécurité, en s'assurant par exemple qu'aucun joueur n'enlève ses protections oculaires sur la zone de jeu pendant les engagements.
Arme : objet destiné à blesser ou tuer généralement, qu'une réplique d'airsoft copie. Les pratiquants bannissent ce mot de leur vocabulaire pour deux raisons. Premièrement, il provoque l'amalgame dans l'esprit du public et des nouveaux joueurs. Deuxièmement, au sens de la loi (en France le décret n°99-240 du 24 mars 1999), les répliques d'airsoft ne sont pas des armes, mais des lanceurs de billes ou des jouets à l'apparence d'une arme.
A.L.I.C.E. (ou All-Purpose Lightweight Individual Carrying Equipment) : système de fixation des poches grâce à des clips métalliques (porte-chargeur entre autres). Adopté par l'armée américaine en 1973 pendant la guerre du Viêt Nam, le concept commence à dater, supplanté aujourd'hui par les systèmes P.A.L.S (Pouch Attachment Ladder System) tels que le M.O.L.L.E, mais conserve de nombreux adeptes, tant chez les militaires que les airsofteurs. Par ailleurs, une évolution de ce système existe, ce sont les clips M.A.L.I.C.E.
AE (American Eagle) : marque de gaz propulsif pour répliques. Existe en version hiver et été.
AEG (Automatic Electric Gun) : réplique d'arme à feu propulsant des billes en rafale ou en semi-automatique, à l'aide d'un mécanisme contenu dans une gearbox mue par un moteur électrique, lui-même alimenté par une batterie.
AEP (Automatic Electric Pistol) : réplique d’arme de poing tirant en coup par coup (mode semi-automatique) ou par rafale, et fonctionnant sur batterie. Ce type de lanceur a été inauguré en 2005 par Tokyo Marui avec leur réplique de Glock 18C. Cette réplique courte ou miniaturisée (type pistolet) est bien plus performante que son ancêtre le EBB. Tout comme un AEG, l’AEP peut tirer en mode full auto, mais la culasse reste fixe.
Aimpoint : marque de viseur de type point rouge.
Anti-Reversal Latch : cliquet anti-retour installé dans les gearbox. Il empêche le bevel gear de tourner dans le sens inverse à la fin d'un cycle de tir, phénomène se produisant naturellement à cause du ralentissement du moteur.
Ammobox : terme désignant un type particulier de magasin, contenant est très grand nombre de billes (généralement entre 2500 et 3000). Ces chargeurs peuvent être désignés plus familièrement selon leur forme (Camembert, Mickey [en rapport avec la forme des oreilles du personnage] ou plus simplement drum, double drum...). Ce type de magasin se trouve habituellement sur les répliques de mitrailleuses.

## B
Backup : Réplique secondaire, ou réplique de secours. Typiquement une réplique de poing ou compacte, bien que n'importe quelle autre réplique puisse convenir.
Bax : Système permettant de régler la trajectoire horizontale et verticale de la bille. C'est un système concurrent du "hop-up" qui équipe seulement les répliques distribuées par la firme française Cybergun.
BB : (Abréviation de Blank Bullets). Anglicisme devenu un terme familier chez les airsofteurs français et désignant les billes d'airsoft (de l'anglais, BB pellets) de 6 ou 8 mm de diamètre (grammages 0,20 g, 0,23 g, 0,25 g...). Au pluriel BB's.
BB Loader : Accessoire simplifiant le rechargement en billes des répliques. C'est un dispositif qui prend souvent la forme d'un chargeur (magasin). Il est creux et peut contenir de 90 à 450 billes environ selon sa taille. On applique le BB loader contre le magasin, et on appuie sur une tige montée sur ressort par pressions successives, faisant à chaque fois descendre quelques billes (généralement 4 ou 5) dans le chargeur. Cela permet de recharger un magasin standard en quelques secondes selon sa contenance.
BDU (Battle Dress Uniform) : Ensemble constitué d'une veste et d'un pantalon de treillis. Tenue militaire de base par excellence, c'est aussi souvent la tenue de base des airsofteurs.
Bearings : Bushings pourvus de roulements à billes. Permettent une rotation des engrenages de la gearbox à plus grande vitesse et de fait ils sont très souvent présents dans une configuration visant à obtenir une cadence élevée.
Bevel Gear : Engrenage entrainé par le pignon moteur et entrainant la spur gear. Le anti-reversal latch empêche cette gear de tourner dans le mauvais sent. Cette gear a pour fonction de renvoyer l'angle de l'axe moteur à 90°.
Blow Back : Permet de ressentir une sensation de recul désigné en tant que GBB (Gaz Blow Back) et EBB (Electric Blow Back) développé par Wizman  dans les années 1960 avec son ami Tanio Kobayashi.
Bolt action : Ou Bolt, se dit d'une réplique de fusil de précision, principe de fonctionnement suivant lequel on réarme le fusil après chaque coup tiré, comme un fusil à répétition ou à pompe.
Bullpup : Conception du fusil d'assaut qui consiste à reculer la chambre et le chargeur en arrière de la poignée-pistolet, et qui permet ainsi d'allonger le canon sans augmenter la longueur totale de l'arme. Les exemples les plus connus sont le FAMAS, le STEYR Aug, le L85, le FN P90 et plus récemment le FN F2000.
Burst : Système permettant de tirer un nombre donné (généralement 3, plus rarement 2) de coups en appuyant une seule fois sur la détente. Ce système est présent sur les répliques de SIG 550 et de SIG 551. Le marquage est présent sur le M16A4 ou encore MP5J, mais le système absent. Il est possible d'ajouter le burst en installant un mosfet programmable sur une réplique.
Bushing : Rondelle en métal ou plastique permettant de minimiser les frottements des axes des engrenages contre le corps de la gearbox.

## C
Camper : En opposition au style de jeu dit Rush, l'action de Camper désigne le fait de s'établir sur une position donnée, durant une durée variable, afin d'y attendre les joueurs adverses et les mettre hors-jeu depuis la position tenue pour ensuite se déplacer vers une autre position et reprendre ce même schéma. Cette position peut par exemple être une zone située sur une hauteur et offrant une vue dégagée sur le terrain de jeu, ou encore un point stratégique selon le scénario de la partie, ou une voie empruntée par les joueurs adverses. Les adeptes du tir à longue distance (sniper) ont souvent recours à ce type de jeu. Souvent critiqué comme une forme de jeu passif et manquant d'action, de nombreux joueurs préfèrent rusher plutôt que camper car cela entraine un jeu plus dynamique. Cependant, ce type de jeu convient très bien pour des joueurs affectionnant une approche orientée sur la discrétion et l'infiltration.
Carrying Handle : Poignée fixée au-dessus du fusil qui sert aussi de viseur. Il est détachable sur les M4, mais ne l'est pas sur les M15 et les M16.
Chargette : Accessoire généralement vendu d'origine avec une réplique. Il se compose d'un tube transparent et creux muni de deux embouts et d'une tige de plastique rigide. Après avoir rempli le tube de billes (d'une trentaine à une centaine selon sa longueur), on applique celui-ci sur le chargeur (magasin) de la réplique et on pousse les billes à l'intérieur à l'aide de la tige. Ce système est encombrant, lent et peu pratique, surtout au cœur d'une partie. Les joueurs lui préfèrent le BB loader ou Speed loader, mais il est plus efficace que ce dernier hors partie, permettant de remplir un chargeur en une seule fois.
Chargeur de batterie :  Matériel existant sous plusieurs formes, il sert à recharger les batteries électriques des répliques de types AEG/AEP. Il en existe différentes modèles, certains permettent de charger un seul type batterie à une vitesse standard. D’autres offrent la possibilité de charger différentes sortes de batteries tout en permettant de programmer la puissance et donc par la même occasion, la vitesse de charge de celle-ci.
Chargeur : Existant avec des différentes capacités de billes, celui-ci désigne le magasin qui contient les billes de la réplique, la contenance de celui-ci peut varier de façon considérable. En effet un chargeur de type Hi-Cap peut aller jusqu'à une contenance de plus de 400 billes alors qu'un chargeur de type Real-Cap possèdera entre 30 et 40 billes en fonction du modèle de réplique utilisé.
Cheap : Littéralement "bon marché" en anglais. Désigne, au niveau de l'airsoft, une réplique à la qualité interne et externe plus ou moins aléatoire ou du matériel d'une qualité aléatoire, le tout à prix bas et souvent de manufacture chinoise. Il y a encore quelques années, le cheap jouissait d'une mauvaise image (mauvaise qualité générale, pièces défectueuses, répliques neuves non-fonctionnelles, ajustement des pièces hasardeux, puissances bien trop élevées) mais la qualité de production s'améliore constamment.
CQB : (Close Quarter Battle) : Acronyme utilisé par les militaires et les forces d'intervention du monde entier, il désigne le combat (et donc les parties d'airsoft) en milieu urbain ou clos (habitations, usines).
Crosse : La crosse est un organe destiné à être calé sur l'épaule afin de bien maintenir la réplique lors du tir. Elle peut être fixe, repliable, téléscopique réglable en hauteur et/ou en longueur, pleine ou à armature "squelette". Sur de nombreuses répliques, la batterie se loge dans la crosse.
Custom: Anglicisme se référant aux modifications internes, externes ou esthétiques de la réplique en y appliquant une peinture ou des accessoires de différents types tels qu'une lampe, une optique de visée, une poignée, un canon long ou court ou encore un silencieux.
Cutoff lever : (en français : coupe-circuit) Levier de commande d'ouverture du contacteur électrique pour le fonctionnement du semi-automatique.

## D
Downgrade : Opération qui consiste à réduire la puissance de la réplique, le plus souvent pour raisons de sécurité ou pour que sa puissance rentre dans les standards établis par les personnes avec lesquelles on joue, dans une moindre mesure pour en augmenter la cadence de tir.
Drill : Méthode d'entraînement en groupe, sur différents ateliers, visant à travailler à la fois la technique (précision, vitesse) que la coordination d'équipe et les capacités physiques.
DUMMY: Réplique ou accessoire absolument identique au modèle, mais qui ne fonctionne pas.
Delayer : petite pièce de plastique ou de métal se fixant sur le sector gear. Il a pour fonction de retenir la tappet plate un peu plus longtemps en position arrière, et donc de retarder le chambrage d'une bille, ceci permettant de régler des problèmes de misfeed liés à une trop grande cadence de tir.

## E
EBB ou Electric Blow Back: Désigne une réplique de pistolet automatique à retour de culasse fonctionnant à l'électricité (équivalent d'un AEG sur le système de propulsion de la bille).
EPB ou Electronic Power Boost ou encore Mosfet. Petit module électronique qui se connecte sur un AEG entre la batterie et la réplique. Il permet de protéger la réplique de tout arc électrique, d'avoir la fonction Burst, de protéger les batteries-LiPo, d'augmenter la réactivité et de donner l'état de la batterie grâce à des LEDs ou buzzers.

## F
Fairplay : Terme d'emprunt anglais et notion complexe indissociable de toute activité sportive. Il nait de l'observation des règles de jeu par ses joueurs.
Exemple appliqué à l'airsoft : un joueur A touche avec un tir de billes un joueur B. Le joueur B ressent l'impact et se déclare par lui-même touché selon les règles du jeu. On peut dire après coup du joueur B qu'il a fait preuve de fair-play par son acte de respect envers la touche adverse du joueur A. On ne pourra cependant pas en déduire que le fair-play a été une règle, il n'a été que conséquence de l'observation de la règle des touches pour cet exemple : un joueur me touche, alors je me dois me déclarer touché.
Le fair-play en airsoft est donc à la fois une conséquence d'un jeu respectueux des règles mais c'est aussi une attitude, une posture, un état d'esprit indissociable de la bonne tenue du jeu du respect de tous : soi-même, les autres et le jeu.
Flashscope: Terme issu du vocabulaire du monde du jeu vidéo (que l'on retrouve notamment dans la communauté des joueurs de Counter strike) qui consiste à regarder à peine dans le viseur et tirer immédiatement après.
FPS (Feet Per Second soit pied par seconde) : Unité de mesure de vitesse de la bille en sortie de canon permettant de mesurer la puissance d'une réplique en rapportant cette vitesse au poids des billes tirées.
Freelancer : Désigne un joueur qui n'appartient à aucune équipe ou association. Il parcourt les forums à la recherche de parties acceptant des joueurs extérieurs, et s'acquitte souvent d'une participation aux frais pour accéder au terrain de jeu.
Full-automatique (full auto) : Désigne le tir en continu (rafale libre), tant que la queue de détente reste maintenue.
Full-metal : Désigne une réplique dont les parties en métal sur le modèle de référence (le modèle réel) le sont aussi sur la réplique. Par exemple, le FN P90 est une réplique dont le corps est en polymères, seule la partie supérieure (upper receiver) est en métal. La réplique produite par la firme Tokyo Marui est constituée de matière plastique pour le corps et de métal pour l'upper receiver, elle est donc full metal.

## G
Gâchette : Pièce reliant la queue de détente au mécanisme de libération du chien ou du marteau, très souvent confondu avec la queue de détente.
GBB (Gaz Blow Back) : Réplique d'arme de poing fonctionnant au gaz et dont la culasse est mobile. Actionnée par le gaz, elle permet la propulsion et le rechargement d'une bille (comme un pistolet). Le retour de culasse est apprécié pour le réalisme et le léger recul qu'il procure (voir "Kick"). En contrepartie, la consommation de gaz est plus élevée qu'avec un NBB.
Gearbox (ou "boîte à engrenages) : Mot anglais désignant le boîtier contenant le mécanisme d'un AEG, en métal, plus rarement en plastique (pour les productions de très basse qualité). Il contient généralement les trois engrenages (gears) démultipliant la puissance du moteur (qui peut être ou non intégré à la gearbox), un piston, un ressort ainsi que d'autres éléments.
Ghillie suit (ou tout simplement ghillie) : c'est la tenue de camouflage des tireurs d'élite. Elle se compose d'une base de filet de camouflage sur lequel est rajoutée de la végétation naturelle ou synthétique, voire des morceaux de tissu dans le but de se fondre dans le milieu ambiant, on parle alors de "camouflage 3D". Une ghillie bien réalisée et adaptée au terrain est d'une efficacité redoutable, même à très courte distance.
En revanche, elle diminue grandement la mobilité du porteur par son poids, elle tient très chaud et s'accroche souvent aux branches.
GNB : (Gaz non blowback) : Signifie que la réplique fonctionne au gaz mais dont la culasse est fixe (voir GBB).
Green Gaz : c'est un des gaz utilisé dans les GBB (Gas Blow Back). Il fait partie des gaz dits « lourds » comme le Red Gaz (interdit en France) à l'inverse du HFC-134A. L'utilisation de Green Gaz nécessite un entretien suivi et attentif de la réplique car, n'étant pas lubrifié, il met les joints des valves à rude épreuve. Toutefois, la plupart des marques proposent une version siliconée et non siliconée de leur gaz, d'ailleurs il existe une multitude de puissance de gaz différents (exprimer en kg ou en PSI) pour une multitude d'utilisation différentes. (Un gaz plus faible pour une réplique en plastique, ou alors un gaz plus fort pour les utilisations à basse température).

## H
Head-Shot : terme issu du monde du jeu vidéo qui désigne un tir en pleine tête, mais qui, bien-sûr, est interdit ou à éviter le plus possible en airsoft par respect pour les joueurs.
Hi-cap : désigne un type de chargeurs à grande capacité (de 200 à 600 billes selon les modèles). Pour fonctionner ils doivent être remontés ou "molettés" grâce à une molette comprimant, via un ressort, les billes contenues en vrac dans le chargeur et permettant ainsi l'alimentation de la réplique. Cette opération doit parfois se répéter selon les marques et les modèles pour garantir une alimentation continue.
L'avantage principal de ces chargeurs est de pouvoir bénéficier d'un emport de billes conséquent, un seul chargeur peut donc à lui seul en remplacer plusieurs.
Par souci de réalisme ces chargeurs sont parfois remplacés par certains joueurs au profit de "real caps" (chargeurs ayant la capacité en billes égale à la capacité du chargeur en cartouches de l'arme copiée) ou de "mid-cap" de capacité intermédiaire (110 à 130 billes).
Outre l'absence totale de réalisme pour certains, l'inconvénient majeur de ces chargeurs est le bruit : à mesure qu'ils se vident, le bruit des billes qui s'entrechoquent lors des mouvements du joueurs peut porter préjudice à sa discrétion.
Highlander : Expression tirée du film et de la série éponymes, elle désigne les joueurs "immortels" faisant preuve de tricherie, en ne voulant pas se désigner "out" (ou touché) d'eux-mêmes. Bien qu'il arrive qu'une touche ne soit pas ressentie dans le feu de l'action, ou due à l'épaisseur/rigidité de certaines tenues - la triche répétée amène le joueur incriminé à être connu comme étant un "highlander". Le jeu se basant sur le fair-play, ce type de joueur n'est pas le bienvenu sur les aires de jeu et est souvent renvoyé des parties.
Hop-up : Système inventé et breveté par la firme Tokyo Marui. Il consiste en un petit bout de gomme placé à l'entrée du canon des répliques d'airsoft. Ce système permet d'augmenter la portée des répliques sans augmenter la puissance de sortie de ces dernières. Quand la bille est tirée, elle passe sous le hop-up qui lui imprime un mouvement de rotation sur elle-même par effet Magnus permettant ainsi de la faire "voler", offrant une portée étendue au tireur.
HFC-134A :  Désigne l'un des gaz utilisé par les répliques. De faible puissance et très répandu, il sert le plus souvent de base pour le développement et le test des répliques par les fabricants.
Holosight : Désigne un viseur holographique (red dot) amélioré. C'est l'un des types de viseurs d'airsoft le plus cher (autour de 100 $ par pièce basique).

## I
Issued : Terme caractérisant un vêtement, ou un équipement, qui a été porté par des personnels militaires dans le cadre de leurs professions et qui a été vendu dans le civil. Ces éléments de tenue sont alors recherchés par certains joueurs qui souhaitent recomposer une tenue identique à celle des opérateurs militaires.

## J
Joule : Le joule (symbole : J) est l'unité d'énergie du Système international (SI). Pour des billes de 0,25 g, 1 J correspond à une vitesse en sortie de canon  de 293,447 fps = 89,443 m/s = 321,994 km/h

## K
Kick : Le kick désigne le recul d'une réplique. Un "bon kick" signifie que la réplique a un recul important. En général, les airsofteurs aiment que leurs GBB aient un bon kick pour pousser plus loin le réalisme de leurs répliques.
Killflash : Petite pièce grillagée (la plupart du temps en forme d'alvéoles d'essaim d'abeilles) se plaçant devant une optique de visée, permettant de réduire les reflets lumineux. Peut également protéger des impacts de billes, mais n'est pas aussi efficace qu'un flip-up de protection.

## L
Lanceur : terme très peu employé, voire obsolète, pour désigner une réplique d'arme pouvant tirer des billes.
Low-Cap (ou chargeur standard) : Type de chargeur de faible contenance en billes (de 60 à 80 billes en moyenne, 68 chez Tokyo Marui), généralement vendu avec une réplique neuve. À ne pas confondre avec un "real cap" qui contient autant de billes que le chargeur de l'arme qu'il copie contient de cartouches.
Lemon : Terme désignant une réplique neuve qui ne fonctionne pas.

## M
Magasin : Terme désignant le récipient contenant les billes et chargé d'alimenter la réplique en billes (ou chargeur). Le magasin est très souvent indépendant de la réplique. Il existe plusieurs types de magasins, désignés "low-cap" (ou standard), "mid-cap", "real-cap", "high-cap", "super high-cap" et "ammobox".
MC (MultiCam) : Le MultiCam est un camouflage multi-environnement presque universel. Non seulement il mélange certains tons de couleurs diverses, mais il les dissout aussi très bien dans l'environnement. Certains pays s'en sont inspirés pour créer des variantes ou des copies (voir par exemple le "MTP" Anglais qui reprend ses couleurs, le "Camogrom" Polonais qui en est une copie correcte et le ultiland qui est un pattern Vegetato aux couleurs Multicam).
Médic: Abréviation de médecin. En général lorsqu'un joueur est touché, ce dernier peut (selon les règles de la partie) crier "Médic", afin que le médecin de son équipe vienne le soigner et/ou le réanimer pour lui permettre de revenir en jeu. Si le médic est éliminé, il ne peut sauver personne, sauf si un éventuel second médecin le réanime. Le médic peut (suivant le scénario) soit toucher le joueur touché pendant un certain temps, voire simuler des soins, sans se faire lui-même toucher et pendant que ses coéquipiers le couvrent, le défendent le cas échéant. Le rôle du médic peut toutefois varier selon les règles de jeu mises en place.
Mid-Cap : type de chargeur à capacité intermédiaire, entre les standard et les hi-cap, la plupart du temps autour de 110 à 130 billes.
MilSim (MILitary SIMulation): Les pratiquants de l'airsoft dit "MilSim" attachent une grande importance au réalisme. Ainsi, les répliques, les tenues ainsi que les méthodes de jeu utilisées (progression, gestes, communication, commandement, types de missions, etc.) copient au plus près ce qui se fait en combat réel (conditions d'engagement, de bivouac, quantité et type de matériel emporté). Il s'agit d'une pratique centrée sur les compétences et leur mise en application dans des scénarios au fort réalisme, que ce soit pour le gameplay de combat avec peu ou pas de respawn ou pour le reste du scénario. À ne pas confondre avec la pratique de "reconstitution". Ses pratiquants s'entrainent à acquérir les compétences nécessaires lors de drills avant de les utiliser dans les OP.
Misfeed : problème survenant lors d'un tir : bien que le mécanisme de la réplique ai semblé fonctionner correctement, la bille n'a pas été éjectée du canon. Les causes de misfeed peuvent être multiples, comme par exemple un bourrage dans le canon interne, un réglage trop fort du hop-up, une absence de delayer sur le sector gear...
Moletter : l'action de faire remonter les billes du chargeur en tournant la molette en dessous du chargeur.
M.O.L.L.E (MOdular Lightweight Load-carrying Equipment, prononcer "molly") : Désigne la génération actuelle de système d'attache de poches pour transporter de l'équipement léger directement sur la tenue ou les protections balistiques (poches porte-chargeurs, poches à grenades, à radio...) . Utilisant le système P.A.L.S (Pouch Attachment Ladder System) développé par l'armée américaine, il s'impose peu à peu comme le standard en la matière et est à présent utilisé par les armées de nombreux pays tels la France, le Royaume-Uni, la Belgique ou encore l'Allemagne.
Mosfet : voir EPB

## N
NBB (Non Blowback) : Désigne une réplique d'arme de poing fonctionnant au gaz dont la culasse est fixe, contrairement aux GBB. Ces répliques sont généralement moins chères, plus économiques en gaz, plus puissantes et plus silencieuses.
Nocturne: Désigne une partie jouée de nuit, les équipes sont alors équipées de lampes et autres accessoires leur permettant d'évoluer et de tirer dans l'obscurité.
No Man's Land : Terme venant de la Première Guerre mondiale qui désigne la zone disputée entre deux secteurs contrôlés par des équipes ennemies.
Noscope : Désigne un tir effectué sans viser au préalable (voir Unscope)
Nozzle : Pièce mécanique interne qui sert à pousser la bille du chargeur dans le bloc hop-up et créer un lien pneumatique étanche entre la tête de cylindre et le bloc hop-up

## O
OP (ou "Opé") : Diminutif d'"opération" ou "OPex", provenant du langage militaire (et désignant les opérations extérieures). On appelle "OP" les parties d'airsoft se déroulant sur plusieurs jours, par opposition aux parties classiques ou habituelles (dite "partie dominicale"). Les OP rassemblent plusieurs équipes, associations et joueurs freelance, parfois venant de plusieurs pays. Comportant autour de 50 à 200 personnes pour une durée de deux à trois jours, certaines OP internationales peuvent atteindre un grand nombre de joueurs (1500 et plus) et durer plusieurs jours voire une semaine pour certaines. Une OP a généralement un "background" (scénario) assez élaboré, pouvant s'inspirer de conflits réels (Seconde Guerre mondiale, Guerre du Viêt Nam, Afghanistan, Irak...) ou fictifs (inspirés de films, de jeux vidéo ou totalement imaginés). Il est possible de trouver des OP s'apparentant à de la reconstitution (MilSim) si le "dress code" est strict (acceptation uniquement de telle ou telle tenue, de tel ou tel type de réplique). Certains organisateur d'OP mettent en œuvre des moyens permettant un amusement et une immersion réaliste comme l'utilisation de village de combat de l'armée mis à disposition, construction de fortins ou de bunkers, accostage en bateau, transport motorisé, présence de véhicules militaires, utilisation de moyens pyrotechniques élaborés, PC radio, chaîne de commandement, conditions d'engagement spécifiques selon le rôle joué.
Orga(s) : Diminutif d'"organisateur". Comme son nom l'indique, il s'agit de la ou des personnes qui organisent la partie. L'organisateur est responsable de la sécurité des joueurs, c'est à lui qu'incombe de régler d'éventuels litiges et de faire appel aux secours en cas de nécessité. Il peut faire également office d'arbitre en cas de besoin.
Out : Terme anglais désignant un joueur éliminé ou hors de la partie. Un joueur se déclare out lorsqu'il est touché par une bille ou s'il a été mis hors jeu par d'autre moyen (par l'utilisation d'une réplique de grenade ou d'une réplique de couteau/baïonnette) . Il doit alors généralement rejoindre son camp ou la zone neutre et attendre la fin de la partie en cours pour revenir dans le jeu. On peut parler de "out vocal" lorsqu'un joueur, se trouvant trop près de sa cible, préfèrera lui signifier vocalement qu'elle est "out" au lieu de lui tirer dessus. Cette technique est à privilégier lorsque les distances d'engagement sont très réduites, sauf si un commun accord entre les participants autorise le tir sans conditions de distance bien que cette règle ne soit pas obligatoire dans une partie.

## P
PA : Abréviation de pistolet-automatique. Pistolet fonctionnant avec un système de culasse sur glissière, par opposition au revolver qui fonctionne avec un barillet. Cependant, le terme "automatique" est partiellement inexact car les pistolets, hormis quelques exceptions (Glock 18C, Glock 26C, Beretta M93R) sont incapables de tirer en automatique. En réalité, seules les opérations de rechargement sont automatiques, ce sont les opérations de tir qui sont semi-automatiques.
P.A.L.S (Pouch Attachment Ladder System) : C'est le nom générique d'un système de fixation de poches pour transporter de l'équipement léger directement sur la tenue ou les protections balistiques (voir M.O.L.L.E). Littéralement "attachement de poches par système d'échelle", il consiste en plusieurs bandes de nylon de dimension standardisée appliquées horizontalement sur la pièce à équiper, par exemple sur un gilet tactique. Chaque bande est ensuite cousue verticalement à intervalles réguliers, un peu comme les barreaux d'une échelle. Les coutures laissent de fait des espaces sur lesquels on peut fixer des poches M.O.L.L.E. Ce système est standardisé : chaque bande horizontale mesure un pouce de large, espacée de la suivante d'un pouce, chaque interstice mesurant 1,5 pouce.
Partie : Désigne une partie d'airsoft.
P.D.W : Acronyme de "Personal Defense Weapon". C'est l'appellation récente d'un concept datant de la Seconde Guerre mondiale. Il s'agit d'armes destinées à des personnels militaires dont la fonction première n'est pas le combat d'infanterie classique mais qui peuvent avoir besoin de se défendre (conducteurs d'engins, personnels d'artillerie, des transmissions, de commandement...). L'intérêt est de disposer d'une réplique qui soit peu encombrante mais suffisamment efficace pour résister à une attaque, en tout état de cause qui puisse neutraliser un adversaire peu protégé à une distance sécuritaire, ce que ne peut faire une réplique de poing. Les modèles réels ont in fine pour but de combler le fossé entre un pistolet-mitrailleur et un fusil d'assaut. Développé depuis les années 1990 par l'armée américaine, le concept rebaptisé maintenant "Advanced Personal Defense Weapon" (A.P.D.W) a pour but de développer ou faire développer des armes répondant aux critères suivants : portée efficace de deux cents mètres, encombrement réduit, polyvalence, perforation de protections balistique légères. Le FN P90 avec sa munition spécifique de 5,7x28 mm et le H&K MP-7 avec sa munition originale de 4,6x30 mm répondent à ces critères, et font actuellement l'objet d'évaluations par l'OTAN.
Picatinny : Standard de rail normalisé ayant une largeur de 20 mm, utilisé pour fixer des accessoires tels qu'une lunette, un désignateur laser, une lampe.
PM : abréviation de pistolet-mitrailleur  (sub machine gun "SMG" en anglais), parfois appelé mitraillette. C'est une arme d'épaule individuelle utilisant une cartouche de pistolet. Ses dimensions sont adaptées au combat rapproché (autour de 60 cm). Les exemples de pistolets-mitrailleurs les plus connus sont le IMI Uzi, le H&K MP-5, l'INGRAM Mac-10, l'INTRATEC Tec-9, H&K MP-7 A1.
Point Sight : Synonyme de viseur holographique ou viseur de type point rouge.
Powerboost : Désigne un petit appareil utilisé sur les répliques de poing à gaz pour y adapter une sparklet et ainsi augmenter la puissance de la réplique.
P.T.W : Acronyme de "Professional Training Weapon"
Pro-gamer : Désigne un joueur d'airsoft ayant un équipement avancé et ayant une connaissance parfaite des répliques.
Proline : Gamme de répliques plus chères que la gamme sportline en raison d'une meilleure finition, d'un meilleur contrôle qualité, de meilleures pièces internes. Une réplique proline fabriquée sous licence peut également porter les vrais symboles, sigles et logos de la vraie marque. Généralement, si le terme sportline n'est pas indiqué, une réplique donnée est une réplique de gamme proline.

## Q
Quickscope : Désigne un tir en regardant dans sa lunette en moins de 2 secondes.

## R
Real-cap : Désigne un type de magasin dont la capacité en billes est égale à la capacité du magasin d'une arme réelle.
Reconstitution ou Reenactment:  Désigne un type de pratique de l'airsoft où certains joueurs ou équipes vont se spécialiser sur un type d'unité militaire ou un régiment bien précis et acquérir, par exemple, tous les éléments de tenue, utiliser les répliques exactes des armes utilisées par cette unité et pousser le mimétisme aussi loin que possible. Cela demande un travail de documentation préalable. Loin des préjugés, les "reenacters" sont avant tout des passionnés du détail, de reconstitution et des collectionneurs.
Red Dot : de l'anglais signifiant "point rouge" est un système optique avec juste un point rouge pour la visée. À ne pas confondre avec le viseur laser où, là, ce n'est pas une interface en verre illuminée mais bien un "vrai" laser.
Réplique : Abréviation de "réplique d'arme". Désigne un lanceur de billes, une réplique d'airsoft.
Respawn : Anglicisme et terme générique, emprunté au vocabulaire des jeux vidéo. C'est le lieu à partir duquel on peut se remettre en jeu après avoir été sorti ("outé"). Le point de respawn est souvent associé au point de départ des joueurs en début de partie, mais il arrive qu'un point de respawn soit soumis à une limite de temps (par exemple, remise en jeu au bout d'une minute après avoir été touché) ou de distance (remise en jeu après avoir fait un certain nombre de pas en arrière).
RD : Abréviation de "real deal" (ou vraie dotation), qui désigne le matériel réellement utilisé par des soldats ou des forces de l'ordre en opération. S'utilise pour désigner une pièce d'habillement ou de matériel, mais aussi d'une façon de porter et d'utiliser cette pièce. Par exemple, "Mon sac à dos est RD" signifie que ce modèle exact de sac à dos est ou a été réellement utilisé au combat. Quelqu'un peut répondre à cette personne "Oui, mais la façon dont tu le portes, ce n'est pas RD", ce qui signifie que ce sac n'est pas porté ou utilisé de la façon dont le fait un militaire (ou un gendarme, un policier) en opération.
R.I.S (Rail Interface System) : Désigne un système de rail standardisé sur les armes et les répliques d'airsoft permettant d'ajouter des accessoires comme les lunettes ou des lampes tactiques. Les armes de conception moderne comportent souvent ce système, généralement sur le garde main et le haut du corps.
RS : Abréviation de "real steel" (et non pas real style), littéralement "vrai acier". S'utilise pour désigner un accessoire ou une partie d'une réplique provenant ou utilisé sur une vraie arme, par exemple une crosse, un corps, une optique de visée. Par exemple, "Le bois de mon AK, c'est du RS", signifie que les bois de la réplique d'AK du joueur proviennent d'une véritable Kalachnikov. "RS" désigne en fait de manière généralement le matériel authentique (hors tenues), opposé aux "repros" (reproductions).
Cette abréviation est parfois abusivement employée au lieu de "RD".
Rush: Action de courir vers l'adversaire en tirant.
Roleplay: Jouer un rôle souvent militaire en créant un personnage que nous interpréteront.

## S
Sector gear : Désigne un engrenage interne de la gearbox entrainé par la spur gear entrainant le piston et actionnant la tappet plate et le cutoff lever
Sélecteur : Désigne le sélecteur de tir. Bouton placé sur la réplique pour changer le mode de tir (coup par coup, deux par deux, trois par trois, rafale ou sécurité).
Semi-auto  :Désigne le mode de tir au coup par coup qui ne nécessite pas de réarmement manuel.
Sportline : Gamme de répliques moins chères que la gamme proline, du fait des matériaux utilisés (généralement polymère), ainsi que de la finition / interne de moins bonne qualité.
Spur gear : Désigne l'engrenage interne de la gearbox entrainé par la bevel gear et entrainant la sector gear. Cet engrenage sert de réduction de vitesse et d'augmentation de couple.
Sniper : Terme anglais pour désigner un tireur embusqué. Par extension, ce terme désigne également un fusil de précision ou sa réplique (fusil de sniper voire plus simplement "snipe").
Spring (en français "ressort") : Désigne des modèles de répliques basiques et bons marché, tirant au coup-par-coup et devant être réarmés manuellement avant chaque tir. C'est un peu l'enfance de l'art dans l'airsoft, de nombreux pratiquants parmi les plus anciens ayant débuté avec de telles répliques. Bien que désignant typiquement les "pistolets à billes", certaines répliques de pistolet-mitrailleur ou de fusil d'assaut bas de gamme fonctionnent également selon ce principe. Concernant les répliques de fusils de précision, le terme de "bolt" lui sera préféré afin de les différencier des autres. De nombreuses répliques de fusils à pompe fonctionnent aussi sur ce principe, leur utilité en combat rapproché venant de leur faible puissance, elles conservent ainsi l'appellation "spring", et ce même si certains modèles évolués tirent des grappes de billes (donnant un effet "chevrotine" proche d'un vrai fusil à pompe).
Shoot : Le mot "shoot" vient de l'anglais, traduction de "tir".
Sparklet : Désigne une cartouche de CO2 miniature nécessaire au fonctionnement des répliques de poing et de certaines répliques de mines.

## T
Tactical Milsim: Joueur se rapprochant du contexte milsim tout en restant dans un contexte de jeu. La stratégie est moins poussée que dans le MilSim mais la qualité de jeu reste très efficace en partie. (liaison, communication, respect du role play, discernement de situation, toujours à la recherche de progression individuelle et d'équipe alliant une bonne cohésion de groupe). Ils restent reconnaissables en partie par leurs attitudes professionnelles et hiérarchisés dans les différents groupes. La cohésion est leur point fort.
Traceur: Désigne un accessoire pour réplique de type AEG utilisé en partie nocturne, prenant la forme d'un silencieux vissé à la réplique et contenant plusieurs diodes blanches permettant d'illuminer des billes phosphorescentes et d'obtenir ainsi un effet de "balles traçantes". Les mordus de réalisme utilisant ce système préfèreront ne placer qu'une bille phosphorescente sur 5 ou 10 dans leur chargeur afin d'imiter la pratique réelle sur les théâtres d'opérations. L'avantage est de pouvoir ajuster son tir dans l'obscurité en voyant le tracé de la bille. Ce qui peut se transformer en inconvénient majeur : les joueurs du camp adverse voient l'origine des tirs.
Team : Mot anglais, qui signifie "équipe". Ces équipes peuvent être encadrées par une association ou n'être qu'un rassemblement informel de joueurs. Les équipes possédant un terrain légal peuvent organiser des parties et inviter d'autres équipes à jouer avec elles.
Tappet plate : Pièce mécanique qui permet au nozzle d'avancer et de reculer en fonction de la sector gear

## U
Unscope : Opération qui consiste à tirer sans regarder dans la lunette de la réplique. Provient du vocabulaire employé dans les jeux vidéo, principalement Counter-Strike.
Upgrade : Mot d’emprunt anglais qui signifie "up" monter et "grade" niveau, littéralement "monter en niveau". Le terme s'emploie dans l'airsoft comme une opération qui consiste à augmenter la puissance d'une réplique pour accroître sa portée et ou sa précision et/ou sa fiabilité en remplaçant certaines pièces internes. Par exemple : changer le ressort d'une réplique par un ressort raide conduira à une augmentation de la vitesse en sortie de bouche, augmentant en partie la portée de la réplique.

## Z
Zone neutre  aussi appelée  zone de sécurité :  Désigne l'endroit du terrain qui est protégé des tirs et qui n'est pas intégré à la zone de jeu. Souvent délimitée par un filet pour empêcher les billes d'y pénétrer, elle sert comme lieu de repos, d'attente, de pique-nique et de stockage du matériel et des consommables. C'est le seul endroit du terrain où les joueurs ont généralement l'autorisation de retirer leurs protections oculaires. De fait il est formellement interdit de tirer, même à vide, dans ou en direction de la zone neutre. Pour ceux qui désirent tester leur réplique ou effectuer quelques réglages, les terrains comportent souvent un espace dédié désigné comme un "pas de tir" ou une "zone de test". Dans le cas contraire, il convient d'attendre la fin de la partie en cours et le retour de tous les joueurs dans la zone neutre afin de pouvoir utiliser l'aire de jeu (le terrain) avant la partie suivante et procéder en toute quiétude aux manipulations nécessaires.
De manière générale et pour une sécurité optimale, les répliques en zone neutre sont soit tenues canon vers le bas, soit posées canon vers le haut, le sélecteur de tir mis en position de sécurité le cas échéant, et le chargeur de préférence désengagé. Idéalement, les répliques ne se trouvent en zone neutre qu'avant le début de la première partie et après la fin de la dernière. En général quand les airsofteurs font du roleplay, ils font une pause en zone neutre.